# B형 준왜성
B형 준왜성(-型準矮星, subdwarf B)은 분광형이 B형인 준왜성의 한 종류이다. B형 준왜성은 H-R도에서 “멀리 떨어진 수평가지”에 존재한다. 이 별은 적색 거성이 핵에서 헬륨으로 융합될 때, 외부의 수소층을 잃는 일부 별의 진화에서 마지막 단계임을 보여준다. 이런 너무 이른 질량 손실이 일어나는 이유는 확실하진 않지만, 쌍성계의 별의 상호작용은 주된 메커니즘의 하나로 생각된다. 단(單)준왜성은 두 백색 왜성 간의 병합으로 생성된다. B형 준왜성은 다른 백색 왜성보다 밝고, 구상 성단처럼 오래된 항성계 내 뜨거운 항성의 성분이 많다.
B형 준왜성은 자외선이미지에서 잘 보인다.
B형 준왜성은 더 큰 거성 단계를 거치지 않고 백색 왜성이 된다.
B형 준왜성의 질량은 태양질량의 반 정도이며, 1%의 수소와, 나머지의 헬륨으로 이루어져있다. 반지름은 태양반경의 0.15배 ~ 0.25배이며, 온도는 20,000K ~ 40,000K이다.

## 변광성
변광성에는 3종류의 변광성 목록이 있다.
첫째로 B형 준왜성 변광성(sdBV)이 있는데, 90 ~ 600초의 주기를 가지고 있다. sdBV는 EC14026 이나 바다뱀자리 V361로도 불린다. 새 명명법으로 sdBVr이 있는데, 여기서 r은 영어로 “빠른(rapid)”을 의미한다.
두 번째로 45 ~ 180분의 긴 주기를 가진 변광성이 있다. 새 명명법으로 sdBVs로 붙여졌는데, 여기서 s는 영어로 “느린(slow)"을 의미한다. 이 별은 밝기의 변화가 매우 적어서 0.1%밖에 일어나지 않는다. sdBVs는 PG1716 이나 헤라클레스자리 V1093, 줄여서 LPsdBV로 불린다. 장주기 변광성은 29,000K ~ 35,000K의 온도를 가지고 있다.
양쪽의 주기를 모두 가지고 있는 별을 “하이브리드”라고 하며, 표준 명명법을 sdBVrs로 한다. 프로토타입은 살쾡이자리 DW이고 HS 0702+6043 또한 확인됐다.
| 변광성               | 다른 이름       | 별자리         | 거리 (ly) |
| -------------------- | --------------- | -------------- | --------- |
| 바다뱀자리 V361      | EC 14026-2647   | 바다뱀자리     | ?         |
| 헤라클레스자리 V1093 | GSC 03081-00631 | 헤라클레스자리 | ?         |
| 처녀자리 HW*         | HIP 62157       | 처녀자리       | 590       |
| 처녀자리 NY*         | GSC 04966-00491 | 처녀자리       | ?         |
| 페가수스자리 V391    | HS 2201+2610    | 페가수스자리   | 4570      |

*식 변광성